# Římskokatolická farnost Besednice
Římskokatolická farnost Besednice je územním společenstvím římských katolíků v rámci českokrumlovského vikariátu českobudějovické diecéze.

## O farnosti

### Historie
Ves Besednice se poprvé připomíná v roce 1396 jako majetek příslušející ke kostelu sv. Víta v Českém Krumlově. Jednalo se tehdy o filiálku farnosti Soběnov. Kostel, zasvěcený sv. Prokopu, byl postaven v roce 1738. Při něm byla v roce 1786 zřízena lokálie, povýšená roku 1857 na samostatnou farnost. Ve 20. století přestal být do farnosti ustanovován sídelní duchovní správce.

### Současnost
Farnost Besednice je administrována ex currendo z Velešína.
| Kostel             | Místo     | Bohoslužba | Bohoslužba                                   | Poznámka     |
| ------------------ | --------- | ---------- | -------------------------------------------- | ------------ |
| Kostel sv. Prokopa | Besednice | neděle     | 8.15 (střídavě Mše svatá a bohoslužba slova) | farní kostel |